# Митовска
Митовска е село в Южна България. То се намира в община Мадан, област Смолян.

## География
Село Митовска се намира в планински район.

## Архитектура
В Митовска има меджит (малка джамия). Преобладаващите сгради са частни къщи и имоти.

## Религии
Населението е изцяло помашко и изповядва исляма.